# Incivilité
L'incivilité est un comportement qui ne respecte pas une partie ou l'ensemble des règles de vie en communauté telles que le respect d'autrui, la politesse ou la courtoisie.

## Introduction à la notion
Les entreprises « à réseau » dont l'activité est réalisée en contact direct avec le public sont confrontées à ce phénomène qui pénalise leur activité: impact sur leurs employés mais aussi sur l'accueil de leurs clients.
Certaines d'entre elles, comme La Poste, ont jugé nécessaire de former, au plus haut niveau, leur personnel à des fins préventives. Dans ce cadre, il ne s'agit plus tant de considérer l'effet que la cause, car c'est bien l'observation de la cause qui permet de mieux appréhender l'incivilité (qui, par non-respect ou refus des règles, engendre des paroles ou des actes dont le niveau de violence n'est plus déterminant, surtout en matière de prévention). Si, par exemple, un client, qui refuse des règles fixées pour une relation commerciale, exprime ce refus par l'insulte ou par la violence, verbale ou physique, a cause est toujours ce refus de la règle; il s'agit bien d'incivilité.
La prévention est donc réalisée par une action transverse: formation du personnel qui doit être capable d'adopter la « bonne attitude » en fonction de la situation ou du client qui est en face de lui, implication du management à tout niveau, des acteurs institutionnels (justice, forces de l'ordre, associatifs, etc.), identification et traitement des situations et qui favorisent l'incompréhension ou la révolte du client et donc le conduisent à refuser la situation.
Ainsi, l'entreprise, qui produit un modèle social propre, identifie désormais l'intérêt d'un traitement transverse de l'incivilité. Cette approche pragmatique et récente est de nature à faire évoluer la définition et donner une densité nouvelle à ce phénomène de société.
C'est grâce à une définition plus opérationnelle de l'incivilité que pourront être menées des actions que la notion « fourre tout » qui prévaut aujourd'hui, ne permet pas d'engager avec cohérence.

#### Violences urbaines
- Prévention spécialisée
- Maintien de l'ordre
- Violence

#### Civilité
- Étiquette
- Politesse
- Respect
- Galanterie